# Phulia nymphula
Phulia nymphula är en fjärilsart som först beskrevs av Blanchard 1852.  Phulia nymphula ingår i släktet Phulia och familjen vitfjärilar. Inga underarter finns listade i Catalogue of Life.

## Bildgalleri

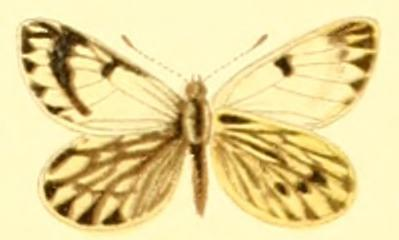
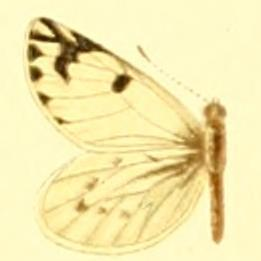
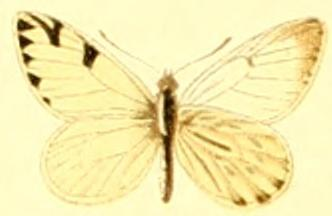
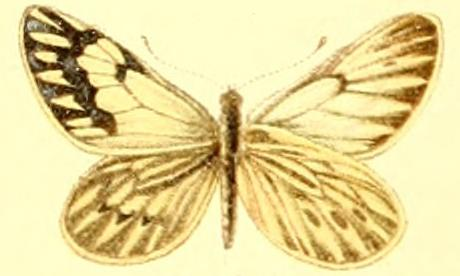
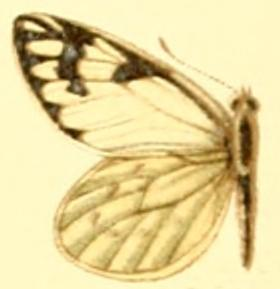